# Lakedaimon
Denna artikel handlar om det geografiska området. För områdets eponym, se Lakedaimon (mytologi)
Lakedaimon, även Lakedemon, Lakedaemon (grekiska Λακεδαιμων eller Λακεδαιμωνία) var under antiken ett namn på staten Sparta som användes ibland. Homeros och Herodotos använder alltid detta namn.
När Greklands sju vise diskuteras i Platons dialog Protagoras, nämns folket i Lakedaimon som särskilt kortfattade i sitt sätt att uttrycka sig; detta kortfattade och koncentrerade uttryckssätt tog de sju vise efter när de skapade sina ordspråk som fanns att läsa hos oraklet i Delfi, till exempel "Känn dig själv". Av detta har ordet lakonisk kommit.
Lakedaimon är numera en provins i prefekturen Lakonien.